# Шумилівка (Амурська область)
Шумилівка (рос. Шумиловка) — село у Михайлівському районі Амурської області Російської Федерації. Розташоване на території українського історичного та етнічного краю Зелений Клин.
Входить до складу муніципального утворення Воскресенівська сільрада. Населення становить 53 особи (2018).

## Історія
З січня 1926 року входить до складу Михайлівського району, що був утворений на місці колишньої Михайлівської волості.
З 20 жовтня 1932 року входить до складу новоутвореної Амурської області.
З 1 січня 2006 року органом місцевого самоврядування є Воскресенівська сільрада .

## Населення
| 2002 | 2010 | 2012 | 2013 | 2014 | 2015 | 2016 |
| ---- | ---- | ---- | ---- | ---- | ---- | ---- |
| 111  | ↘72  | ↘67  | ↘64  | ↘63  | →63  | ↗65  |
| 2017 | 2018 |      |      |      |      |      |
| ↘59  | ↘53  |      |      |      |      |      |